# Boulevard de Sébastopol
Boulevard de Sébastopol (Sevastopolský bulvár) je bulvár v Paříži, který tvoří hranici mezi 1., 2., 3. a 4. obvodem.

## Poloha
Bulvár vede od křižovatky s Avenue Victoria na severním konci náměstí Place du Châtelet a končí u křižovatky Boulevard Saint-Denis. Ulice je orientována z jihu na sever, odkud na ni navazuje Boulevard de Strasbourg. Jedná se především o hlavní dopravní tepnu se dvěma jízdními pruhy pro automobily, pruhem pro autobusy a cyklostezkou. Přestože se zde nachází několik restaurací a velké množství obchodů, není Boulevard de Sébastopol na rozdíl od Le Marais a Les Halles, mezi nimiž leží, skutečnou rekreační oblastí.

## Historie
Bulvár je jednou z nejvýznamnějších dopravních tepen, které byly vybudovány z příkazu prefekta Haussmanna během přestavby Paříže ve 2. polovině 19. století. Byl vytvořen jako severo-jižní osa pro spojení centra města a Východního nádraží. Bulvár je dlouhý 1 332 m a široký 30 m.
Práce na projektu začaly v roce 1854 pod názvem Boulevard du Centre, ale dne 25. září 1855 získala ulice dnešní název podle bitvy v Krymské válce, která se odehrála 8. září 1855 u města Sevastopol, a ve které zvítězil Napoleon III.
Bulvár byl otevřen v roce 1858. Nová ulice zahrnovala původní ulice Rue Salle-au-Conite, Rue au Comte-de-Dammartin (úsek od Rue Rambuteau k Rue aux Ours) a Rue Bourg-l'Abbé (mezi Rue aux Ours a Rue Greneta).
Během několika následujících let byl bulvár prodloužen i jižním směrem za Seinu na levý břeh až k ulici Rue Cujas. Tento úsek v roce 1867 získal název Boulevard Saint-Michel.

## Současnost
V roce 2020 byl na bulvár přidán samostatný obousměrný cyklistický pruh, který se stal nejvytíženějším cyklistickým pruhem v Paříži. Dne 7. října 2020 oznámil pařížský náměstek pro dopravu rozšíření cyklistického pruhu. Do května 2023 pruh využívalo 17 000 jízdních kol denně.

## Blízké okolí
- Place du Châtelet
- Věž Saint-Jacques
- Les Halles
- Centre Georges Pompidou
- Fontána Neviňátek

## Významné stavby
- Kostel svatého Lupa a svatého Jiljí

## Galerie

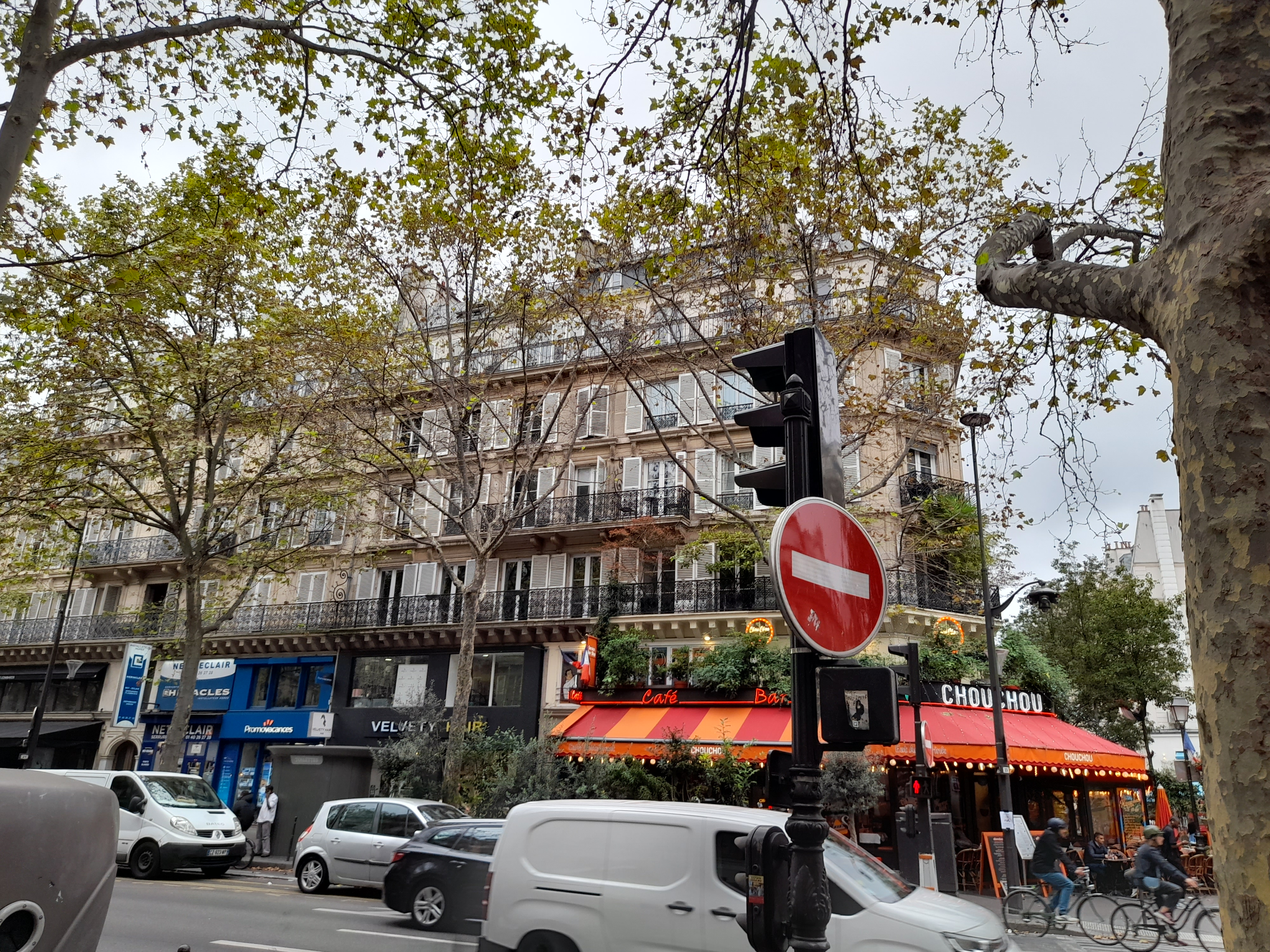
Bulvár Sevastopol
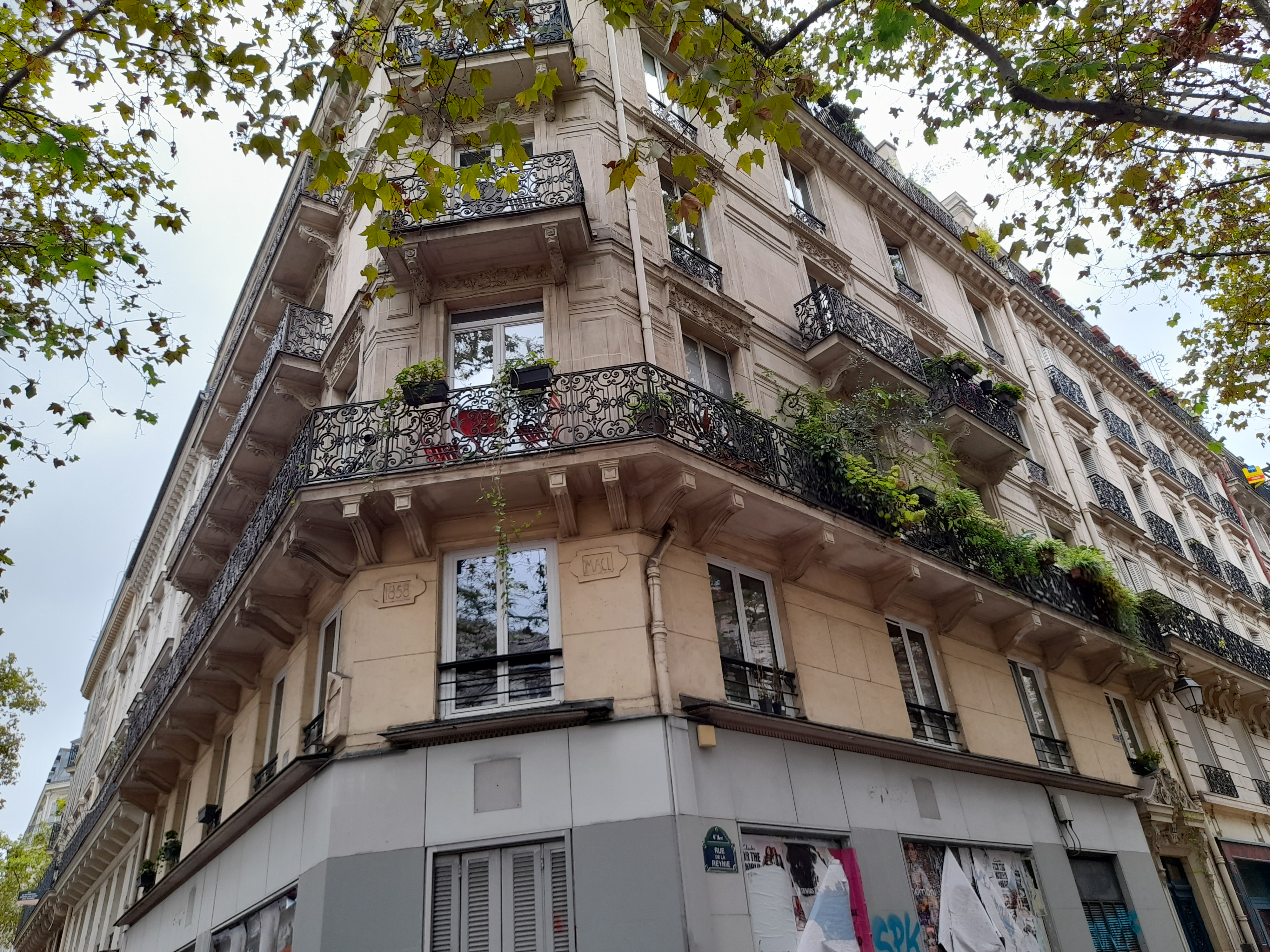
Budova na bulváru Sevastopol
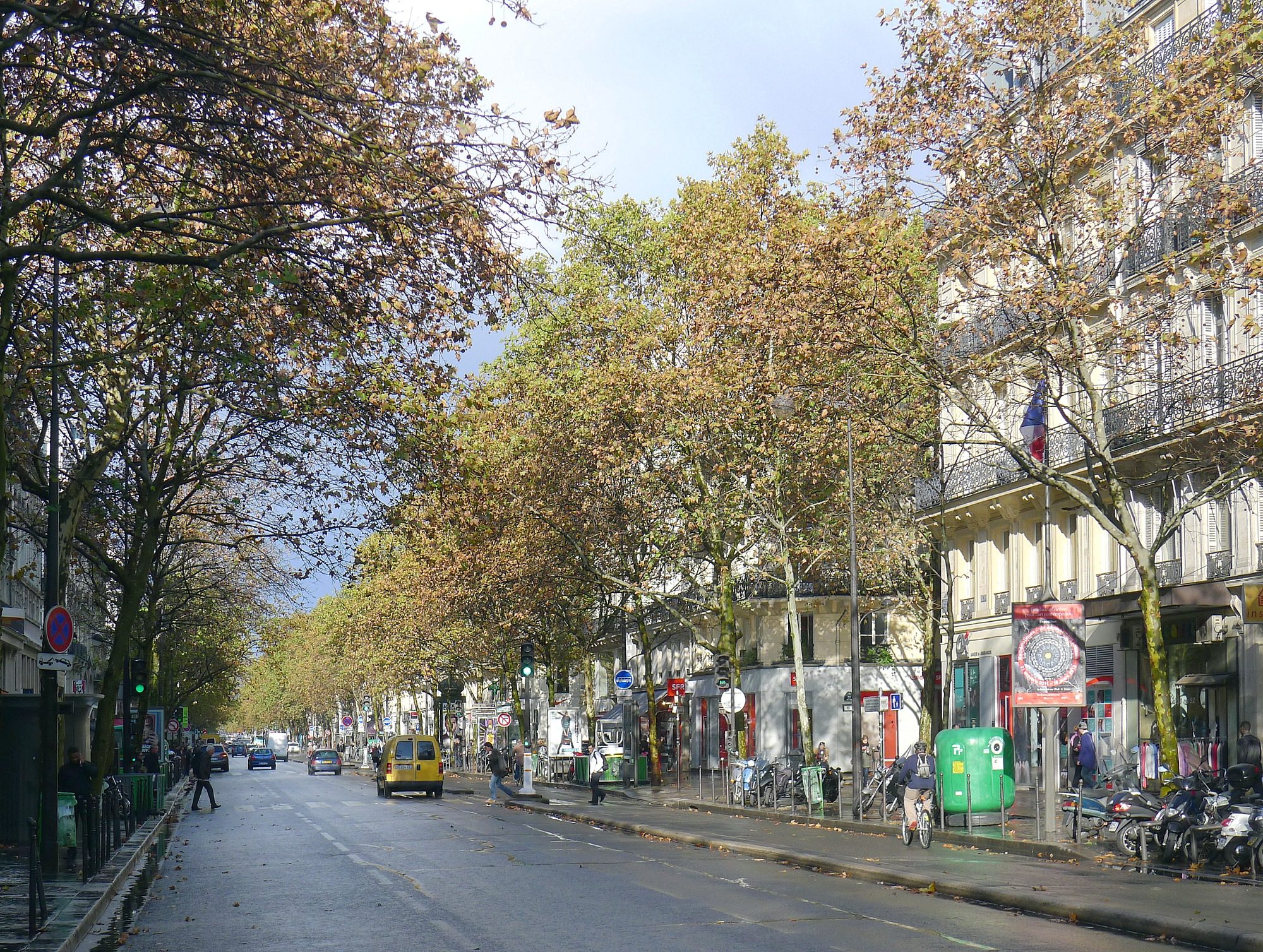
Bulvár Sevastopol
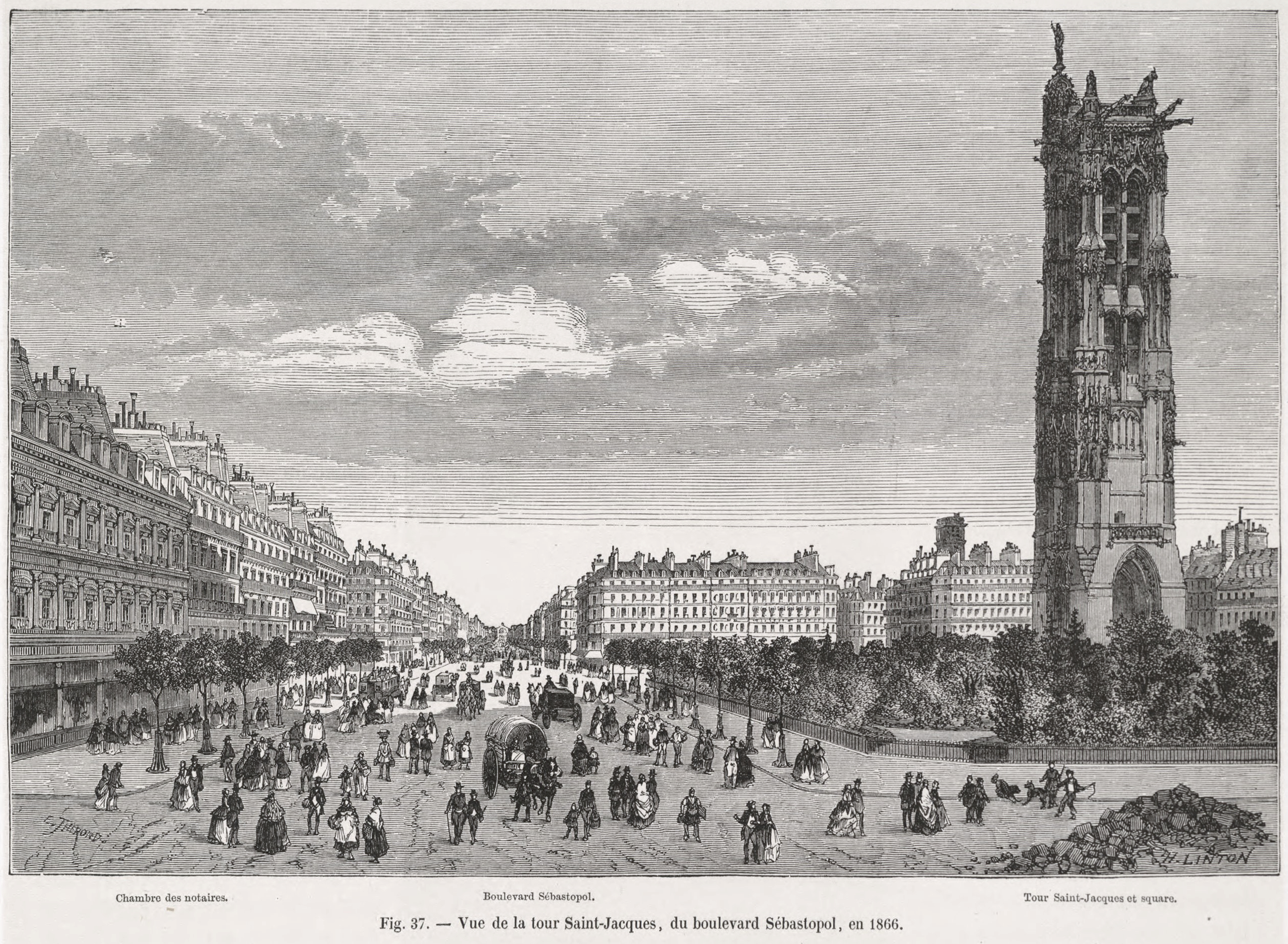
Věž Saint-Jacques a bulvár Sevastopol v roce 1866
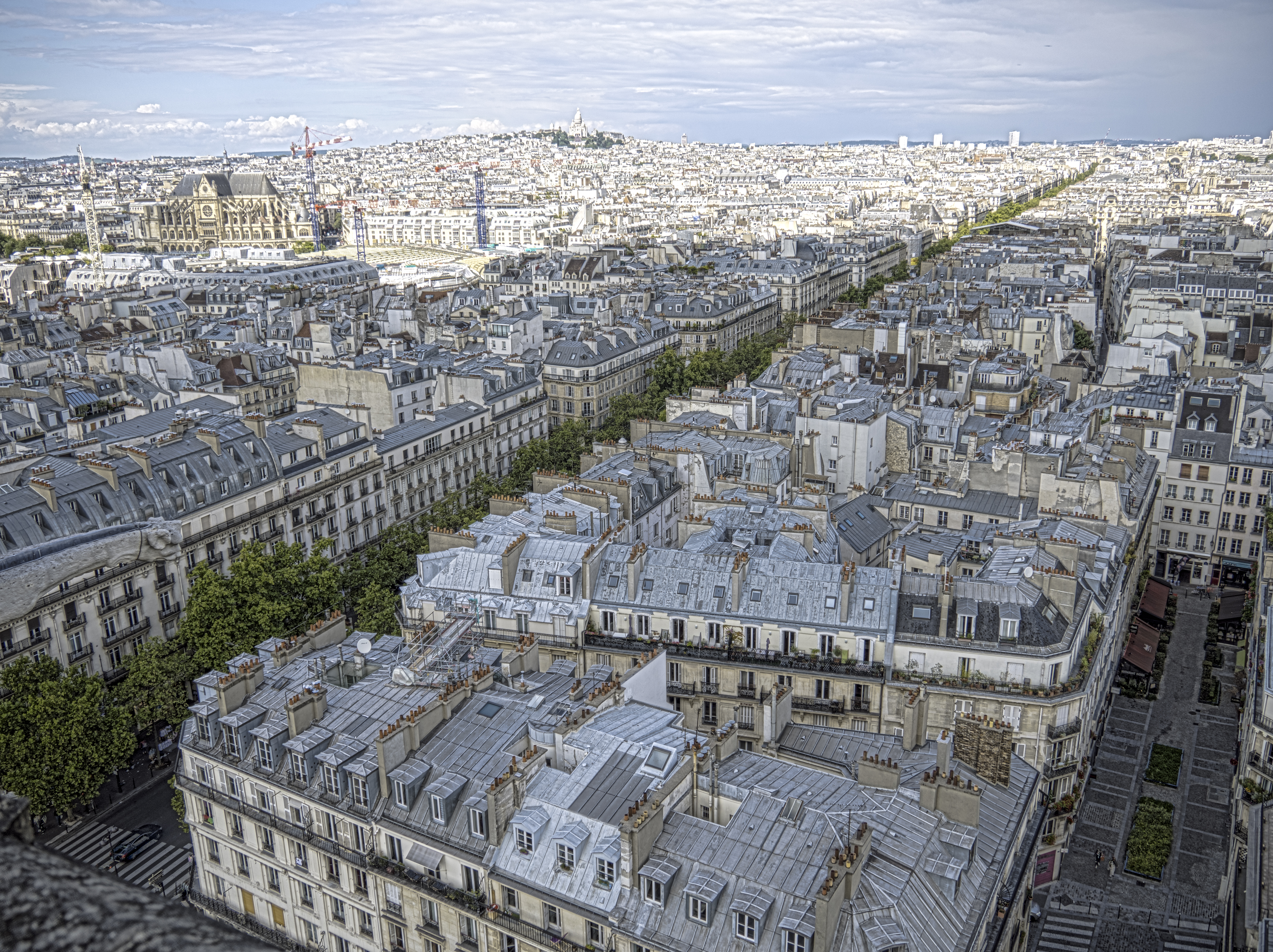
Bulvár Sevastopol – pohled z věže Saint-Jacques